# Мартина (име)
Мартина је женско име које води порекло из латинског језика (лат. Martinus) и има значење: храбра. Мушки парњак је Мартин.

## Имендани
- У Мађарској: 30. јануар.

## Варијације
-
-
-

## Познате личности
- Мартина (Ираклијева супруга), сестричина и супруга источноримског (византијског) цара Ираклија (610-641)
- Мартина Навратилова (чеш. Martina Navratilova), тенисерка
- Мартина Хингис (слч. Martina Hingis), тенисерка